# Vonoprazán
Vonoprazán, con el nombre comercial Takecab entre otros, es un antiácido potasio-competitivo. Fue aprobado para su uso primero en Japón en febrero de 2015, luego en Rusia y en 2023 se aprobó su uso en EE UU. Todavía se está en ensayos clínicos en el Reino Unido.
El vonoprazán se utiliza en forma de fumarato para el tratamiento de úlceras gastroduodenales (incluidas algunas úlceras pépticas inducidas por fármacos) y la esofagitis por reflujo y puede combinarse con antibióticos para la erradicación de Helicobacter pylori.
En los Estados Unidos la utilización de combinaciones fijas de vonoprazán con amoxicilina y vonoprazán con amoxicilina y claritromicina fueron aprobadas para uso médico en mayo de 2022.
Se espera una decisión sobre la aprobación de vonoprazán para el tratamiento de la esofagitis erosiva en los Estados Unidos en enero de 2023. 

## Sociedad y Cultura

### Nombres
Vonoprazán es la denominación común internacional (DCI).